# Motto olimpico
Il motto olimpico ufficiale è l'espressione in lingua latina Citius, Altius, Fortius - Communiter, che significa "Più veloce, più in alto, più forte - insieme". 
Costituisce, assieme ai cinque cerchi e alla fiamma olimpica, uno dei principali simboli olimpici.

## Storia
Il motto adottato dal Comitato Olimpico Internazionale fin dalla sua fondazione nel 1894, anche se usato per la prima volta alle Olimpiadi di Parigi del 1924, era: Citius, Altius, Fortius. Fu proposto da Pierre de Coubertin ma ideato da Henri Didon
Nel 2021 il Comitato Olimpico Internazionale ha aggiunto la parola Communiter, per riconoscere il valore unificante dello sport e l'importanza della solidarietà.